# Región vitícola del Valle Central

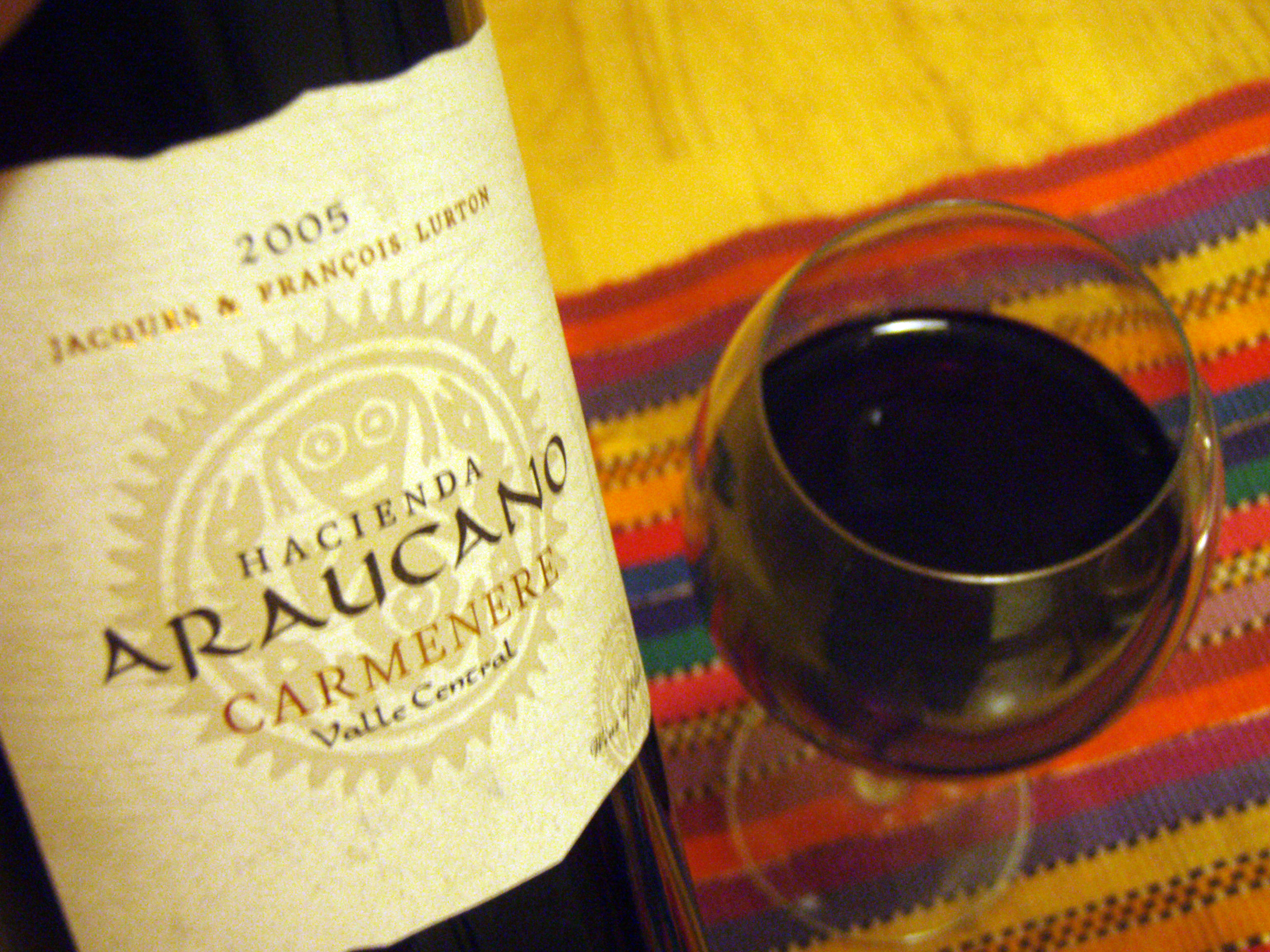
Vino tinto del Valle Central.

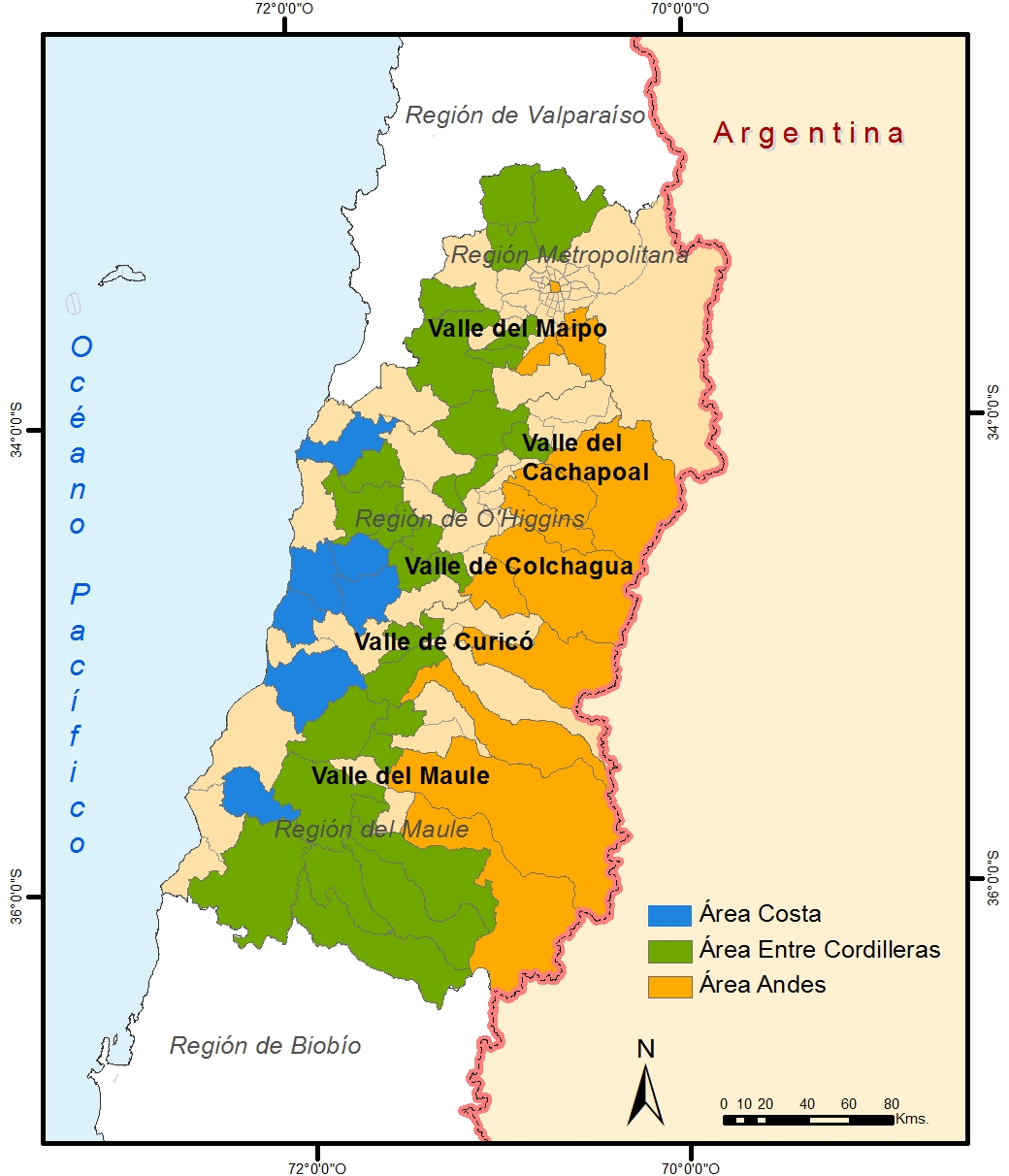
Región Vitícola del Valle Central, Chile

El Valle Central es una de las seis regiones vitícolas de Chile oficialmente identificadas como tales según lo dispuesto por el Decreto de Agricultura n.º 464 de 14 de diciembre de 1994, que establece la zonificación vitícola del país y fija las normas para su utilización como denominaciones de origen. Los vinos chilenos con esta denominación de origen deben ser elaborados al menos con un 75% de uvas procedentes de la región.

## Subregiones
La región vitícola del Valle Central se extiende desde la provincia administrativa de Chacabuco, en la Región Metropolitana de Santiago, hasta las provincias administrativas de Cauquenes y Linares, en la Región del Maule. Esta región vitícola posee cuatro subregiones vitícolas:
- Valle del Maipo
- Valle del Rapel
- Valle de Curicó
- Valle del Maule

## Viticultura
De acuerdo al Catastro Frutícola Nacional 2015 y al Catastro Vitícola Nacional del año 2014, la región vitícola Valle Central comprende las regiones Metropolitana de Santiago, O'Higgins y del Maule, las que en su conjunto poseen 135.631,98 ha, de las cuales 21.354,70 ha corresponden a cultivos de uva de mesa, es decir corresponde al 16%.
Más al sur de esta región vitícola no hay cultivos de uva de mesa. La región vitícola del Valle Central concentra el 78% del total de viñas destinadas a la producción vitícola con un total de 144.277,28 ha, de las cuales hay 23.290,39 ha de variedades blancas y 90.986,89 ha de variedades tintas.

### Viníferas blancas
Las variedades de uva viníferas blancas cuentan con una superficie cultivada en esta región vinícola de 23.290.39 ha, esto es el 20% de la superficie de viñas destinada a estas variedades.
Las variedades blancas que se cultivan actualmente en la región vitícola del Valle Central, son: Albariño, Albilla, Blanca ovoide, Chardonnay, Chasselas, Chenin Blanc, Cristal, Gewürztraminer, Marsanne, Moscatel amarilla, Moscatel de Alejandría, Mocatel rosada (o pastilla), Moscatel negra, Pedro Jiménez, Pinot blanc, Pinot gris, Riesling, Roussanne, Sauvignon Blanc, Sauvignon gris, Sauvignon vert, Semillón, Torontel, Verdejo, Torontel, Viognier.

### Viníferas tintas
Los cultivos de variedades viníferas tintas poseen una superficie de 90.986,89 ha, es decir, el 80% de la superficie vitícola en toda la región del Valle Central. 
Las variedades tintas que están cultivadas en la región vitícola del Valle Central son: Aglianico, Alicante Bouschet, Barbera, Barroca, Belza, Cabernet Franc, Carignan, Carménère, Cinsault, Cabernet Sauvignon, Malbec, Gamay, Garnacha, Garrut, Graciano, Lacrimae Christi,  Marselán, Mencía, Merlot, Monastrell,  Nebbiolo, Misión (país), Petit Verdot, Petit Syrah, Pinot Noir, Portugais bleu, Sangiovese, Syrah, Tannat, Tempranillo, Tintoreras, Verdot, Touriga Nacional, Zinfandel.

## Vinicultura

### Variedades viníferas
En la región vitícola Valle Central las regiones administrativas que corresponden a esta división vitícola, declararon para el año 2015 una producción de 95.466.837 litros de producción netamente vinífera. Esta región vitícola en su conjunto concentra el 82.4% de la producción nacional.
La mayor parte de la producción corresponde a vino tinto con 49.874.247 litros, es decir el 83,6% de la producción nacional de vinos sobre la base de variedades viníferas. Mientras que hay 9.266.954 litros de vino blanco producido con variedades viníferas, lo que significa el 55% de la producción nacional.
Esta región vitícola produce 32.797.322 litros de mosto tinto, que significa el 89.8% de la producción nacional y 1.011.611 litros de mosto blanco que es el 48,3% de la producción nacional de mosto blanco sobre la base de variedades viníferas.
Existe además esta región vitícola, la producción de chicha sobre la base de variedades viníferas alcanzó a 1.011.611 litros que corresponde al 48,3% de la producción nacional. 

### Variedades de mesa
En la región vitícola Valle Central las regiones administrativas que corresponden a esta división vitícola, declararon para el año 2015 una producción de 108.664.205 litros de producción de vinos de mesa. Esta región vitícola en su conjunto concentra el 96.7% de la producción nacional con variedades de mesa.
La mayor parte de la producción corresponde a vinos, con 33.718.799 de vino tinto y 19.398.538 litros de vino blanco. Esto indica que esta región vitícola produce el 99.7% del total del vino tinto de mesa y el 99.5% de los vinos blancos de mesa producidos en Chile.
Existe además el dato que esta región vitícola y en especial en las regiones de O'Higgins y Maule, la producción de chicha alcanzó a 9.950 litros que corresponde solo al 8,7% de la producción nacional, siendo las regiones más australes donde se produce este producto.
Vale indicar también que en esta región vitícola, también produce una gran cantidad de mosto tinto de mesa con 53.052.797, es decir 99.7% del total nacional. Y también 1.784.121 de mosto blanco de mesa que representa el 29,8% del total nacional.